# Black Swan (співачка)
Black Swan (справжнє ім’я — Юлія Самелюк)— українська поп-співачка, авторка пісень та модель.
Стала відомою завдяки емоційним текстам, естетичному образу та активній соціальній позиції. Розпочала музичну кар’єру у 2024 році. Найбільше визнання отримала після релізу треку «Тиша єднає» та однойменного соціального проєкту.

## Біографія
Юлія Семелюк народилася 2 лютого 2001 року в місті Маріуполь. До початку музичної кар’єри працювала моделлю. Закінчила Одеський національний університет імені І. І. Мечникова за спеціальністю журналістика. У 2024 році почала сольну музичну діяльність під сценічним ім’ям Black Swan. Її сценічний образ поєднує елегантність, символізм, жіночність та глибину. Артистка активно ділиться своїм творчим шляхом у соціальних мережах, висвітлюючи теми саморозвитку, жіночої сили, емоційної свободи та боротьби з токсичними стосунками.

## Творчість

### «Люстерко»(27 вересня 2024)
Дебютний сингл співачки. Композиція присвячена темі емоційного відновлення після розчарування у стосунках. Пісня закликає слухача прийняти себе, попрощатися з ілюзіями та рухатися до особистої гармонії. Образ артистки візуально підкреслюється чорними крилами, естетикою мінімалізму та глибоким підтекстом.

### «Сонце»(13 грудня 2024)
Другий сингл, у якому порушується тема зради. Твір закликає жінок не миритися з неповагою, а знаходити сили йти далі. За словами співачки, це пісня про «внутрішнє сонце», яке продовжує світити навіть після найтемніших подій.

### «Ніжний морок»(14 лютого 2025)
Третій сингл Black Swan, присвячений темі справжнього кохання як джерела гармонії після болю та токсичних стосунків. У пісні йдеться про емоційне зцілення, взаємну підтримку та стосунки, в яких люди надихають одне одного. Трек поєднує меланхолійну мелодику та глибокий вокал і став одним із найчуттєвіших релізів року.

### «Тиша єднає»(11 липня 2025)
Композиція, що висвітлює теми внутрішньої зрілості, любові без насильства, гармонії та підтримки. Цей трек став основою однойменного соціального проєкту з подкастами, спрямованими на просвітництво щодо аб’юзу та емоційної безпеки у стосунках.

## Соціальні ініціативи
У липні 2025 року Black Swan ініціювала запуск соціального подкаст-проєкту «Тиша єднає» у співпраці з психотерапевтом Спартаком Субботою. У рамках серії подкастів, що поширювались у TikTok та Youtube, обговорюються важливі теми: абʼюзивні стосунки, психологічна підтримка, особисті межі, емоційна незалежність. Проєкт поєднує мистецтво та соціальну свідомість, зібравши тисячі переглядів і відгуків.

## Музичний стиль
Black Swan створює електронну поп-музику з глибоким ліричним змістом. У своїй творчості вона порушує теми емоційного звільнення, самоповаги, любові без насильства. Кожен її реліз супроводжується візуальним контентом, що вирізняється містичною естетикою, символізмом та глибокою емоційністю.

## Дискографія
| Назва треку  | Дата виходу     | Примітки                                       |
| ------------ | --------------- | ---------------------------------------------- |
| Люстерко     | 27 вересня 2024 | Дебютний сингл                                 |
| Сонце        | 13 грудня 2024  | Пісня про зраду та внутрішню силу              |
| Ніжний морок | 14 лютого 2025  | Про кохання, яке зцілює                        |
| Тиша єднає   | 11 липня 2025   | Саундтрек до однойменного соціального подкасту |